# Жёлтые шаманы
Жёлтые шаманы (монг. шарын бөө) — это опредёленный тип шаманских практик, которые распространены на территории Монголии и Бурятии. Отличительная черта желтых шаманов (которые противопоставляются чёрным шаманам) заключается в том, что они используют буддийские элементы в своих обрядах.
Клаус Гессе определяет жёлтый «шаманизм» как «смешение ламаистских и шаманских верований и практик». Трудно сказать, когда именно буддийские божества-покровители стали включаться в шаманский пантеон. Гессе пишет, что: «в 17 и 18 веках появилось большое количество литературы, которую по тематике и содержанию можно отнести к жёлтому шаманизму; шаманские гимны, молитвы и т. д. были приведены в соответствие с буддийской верой».
Термин из антропологии и фольклористики перешел к самим шаманам, которые стали называть себя «желтыми». Жёлтый цвет отсылает к буддизму, который называют в Монголии «желтой религией» (монг. шарын шашин).